# Cureggio
Cureggio é uma comuna italiana da região do Piemonte, província de Novara, com cerca de 2.248 habitantes. Estende-se por uma área de 8 km², tendo uma densidade populacional de 281 hab/km². Faz fronteira com Boca, Borgomanero, Cavallirio, Fontaneto d'Agogna, Maggiora.

## Demografia
| Variação demográfica do município entre 1861 e 2011                               |
|                                                                                   |
| Fonte: Istituto Nazionale di Statistica (ISTAT) - Elaboração gráfica da Wikipedia |